# Europäisches Übereinkommen über die Anerkennung der Rechtspersönlichkeit internationaler nichtstaatlicher Organisationen
Das Europäische Übereinkommen über die Anerkennung der Rechtspersönlichkeit internationaler nichtstaatlicher Organisationen (Original frz.: Convention européenne sur la reconnaissance de la personnalité juridique des organisations internationales non gouvernementales) regelt die grenzüberschreitende Anerkennung der Rechtspersönlichkeit internationaler nichtstaatlicher Organisationen (NGO) unter den Mitgliedsstaaten des Europarats, die den Vertrag ratifiziert haben.
Das Übereinkommen ist am 1. Januar 1991 in Kraft getreten, als gemäß Artikel 6 dieses Übereinkommens drei Mitgliedstaaten des Europarats ihre Zustimmung verbindlich erklärt haben, durch das Übereinkommen gebunden sein zu wollen.

## Ziele
Das Übereinkommen wurde gemäß Präambel vorgelegt, um die wertvolle Arbeit der international tätigen, nichtstaatlichen Organisationen für die Völkergemeinschaft – insbesondere auf dem Gebiet der Wissenschaft, Kultur, Wohltätigkeit, Philanthropie, Gesundheit und Bildung weiter zu stärken und zu sichern. Dadurch können diese auch zur Verwirklichung der Ziele und Grundsätze der Charta der Vereinten Nationen und der Satzung des Europarats beitragen. Ziel soll es auch sein, die Tätigkeit der NGOs durch die Anerkennung der Rechtspersönlichkeit dieser Organisationen durch die Mitgliedstaaten des Europarates auf europäischer Ebene zu erleichtern.

## Sachlicher Anwendungsbereich
Das Übereinkommen ist auf Vereine, Stiftungen und andere private Einrichtungen (NGO) anzuwenden. Diese müssen gemäß Artikel 1 des Übereinkommens folgende Voraussetzung erfüllen:
1. einen nicht auf Gewinn gerichteten Zweck von internationalem Nutzen haben;
2. durch eine Rechtshandlung errichtet worden sind, die auf dem innerstaatlichen Recht einer Vertragspartei beruht;
3. eine Tätigkeit ausüben, die sich in mindestens zwei Staaten auswirkt, und
4. ihren satzungsgemäßen Sitz im Hoheitsgebiet einer Vertragspartei und ihren Verwaltungssitz im Hoheitsgebiet dieser oder einer anderen Vertragspartei haben.

Diese Definition kann teilweise auch als generelle Definition für international tätige NGO angesehen werden, wobei auch teilweise profitorientierte Organisationen unter die NGO gerechnet werden.

## Umfang der Rechtspersönlichkeit der NGOs in den Vertragsstaaten
Der Umfang Rechtspersönlichkeit und die Rechtsfähigkeit einer NGO, wie sie in der Vertragspartei erworben wurde, in der sie ihren satzungsgemäßen Sitz hat, werden in den anderen Vertragsparteien gemäß Artikel 2 Abs. 1 des Übereinkommens von Rechts wegen anerkannt.
Für den Beweis des Erwerbs der Rechtspersönlichkeit und der Rechtsfähigkeit wird lediglich die Vorlage der Satzung oder anderer Gründungsurkunden bzw. Schriftstücke (z. B. behördliche Genehmigung, die Eintragung in ein Register oder jede andere Form der Bekanntmachung) der NGO erfordert (Artikel 3 Abs. 1 Übereinkommen).

## Einschränkung des Abkommens bzw. der Rechte der NGO
Die Anwendung des Übereinkommens kann nur ausgeschlossen werden, wenn die NGO, die sich auf dieses Übereinkommen beruft, durch ihr Ziel, ihren Zweck oder ihre tatsächlich ausgeübte Tätigkeit
1. der nationalen oder öffentlichen Sicherheit, der Aufrechterhaltung der Ordnung oder der Verbrechensverhütung, dem Schutz der Gesundheit oder Sittlichkeit oder dem Schutz der Rechte und Freiheiten anderer zuwiderhandelt oder
2. die Beziehungen zu einem anderen Staat oder die Wahrung des Weltfriedens und der internationalen Sicherheit gefährdet.

## Mitgliedstaaten
Mitgliedstaaten des Vertrags sind (Stand 6. Oktober 2017): Belgien, Frankreich, Griechenland, Liechtenstein, Mazedonien, Niederlande, Österreich, Portugal, Schweiz, Slowenien, Vereinigtes Königreich und Zypern.
Die Gültigkeit des Vertrages für das Vereinigte Königreich umfasst auch die Insel Guernsey (seit 8. Dezember 1989), Isle of Man (seit 3. Februar 1989) und Jersey (seit 7. Oktober 1993).
Außer Deutschland sind alle deutschsprachigen Staaten Vertragsstaaten der Konvention. Von den ratifizierenden Staaten sind neun Unionsmitgliedstaaten der Europäischen Union und zehn Mitgliedstaaten des EWR-Abkommens. Die Zurückhaltung der Bundesrepublik Deutschland bzgl. der Ratifikation des Übereinkommens ist in der deutschen Rechtspraxis zu finden, nach welcher die Sitztheorie vorherrschend ist. Danach ist das Recht des Landes für die Rechtspersönlichkeit juristischer Personen maßgeblich, in dem die Gesellschaft, Verein etc. ihren tatsächlichen Verwaltungssitz hat. Das Gegenmodell zur Sitztheorie ist die Gründungstheorie und wird in der bundesdeutschen Lehre weitgehend nicht anerkannt. Da eine weiter offene, die Anerkennungsmaterie im deutschen Recht betreffende Regelung des internationalen Privatrechts nicht präjudiziert werden soll, wird die Unterzeichnung und Ratifikation durch die Bundesrepublik Deutschland derzeit nicht in Betracht gezogen.

## Aufbau des Übereinkommens
- Präambel
- Artikel 1 (sachlicher Anwendungsbereich)
- Artikel 2 (Anerkennung in den anderen Mitgliedstaaten)
- Artikel 3 (Nachweise über den Erwerb der Rechtspersönlichkeit und der Rechtsfähigkeit)
- Artikel 4 (Einschränkungen)
- Artikel 5 (Ratifikation des Übereinkommens)
- Artikel 6 und 7 (Inkrafttreten des Übereinkommens)
- Artikel 8 (territorialer Anwendungsbereich des Übereinkommens)
- Artikel 9 (Unzulässigkeit von Vorbehalten)
- Artikel 10 (Kündigung des Übereinkommens)
- Artikel 11 (Notifikationen)